# Brian Mawhinney
Brian Stanley Mawhinney, baron Mawhinney (26 juillet 1940 - 9 novembre 2019), est un homme politique conservateur britannique.

## Biographie
Brian Mawhinney naît le 26 juillet 1940 à Belfast, fils de Frederick Stanley Arnot Mawhinney et de Coralie Jean (née Wilkinson),. Il étudie à la Royal Belfast Academical Institution. Il étudie la physique à l'université Queen's de Belfast.